# Ansgir (Schiff, 1918)

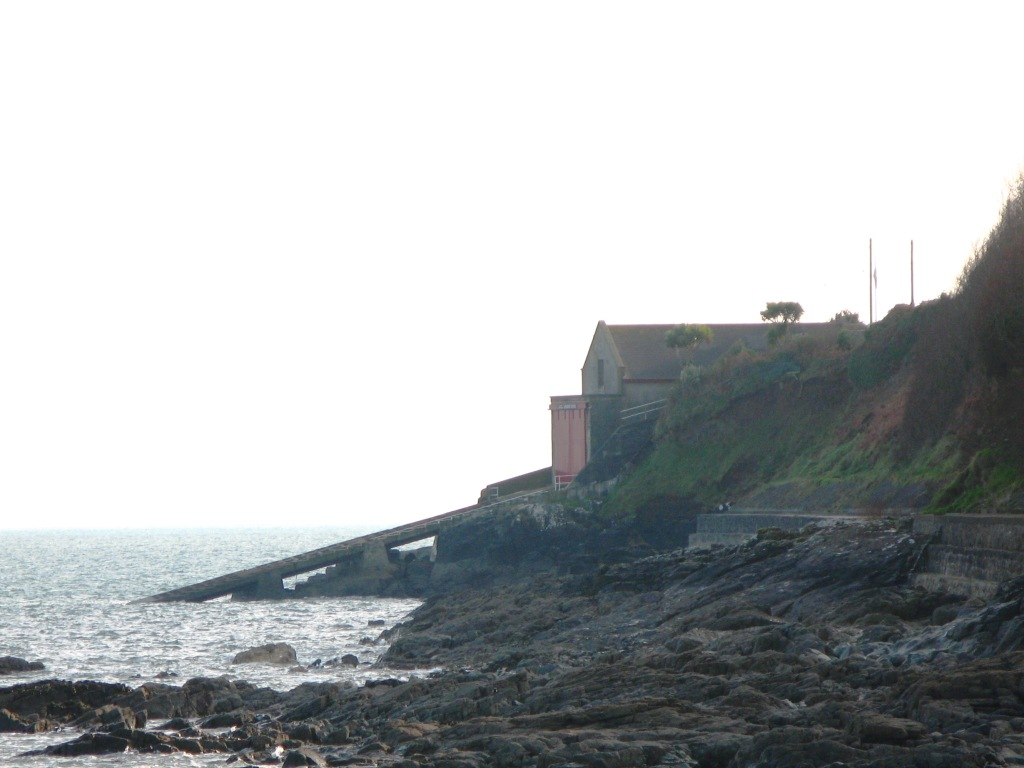
Die Rettungsbootstation Mousehole am Penlee Point

Die Ansgir war ein nach dem Ersten Weltkrieg an Großbritannien ausgeliefertes deutsches Stückgutschiff, das am 1. Dezember 1920 im Sturm und Nebel an der Südküste von Cornwall in der Mount’s Bay strandete und aufgegeben werden musste.

## Technische Daten
Das mit 6483 BRT vermessene Dampfschiff lief 1918 bei der AG Neptun in Rostock mit der Baunummer 355 für die Roland-Linie vom Stapel und wurde kurz nach Kriegsende fertiggestellt. Es war 133,7 m lang und 17,4 m breit und hatte 8,6 m Tiefgang. Es hatte eine Schraube und eine Höchstgeschwindigkeit von 12 Knoten.

## Schicksal
Das Schiff musste auf Grund der Bestimmungen des Versailler Vertrags an Großbritannien ausgeliefert werden und sollte dann als Kriegsbeute an Japan abgegeben werden. Am 1. Dezember 1920 befand es sich, unter der Flagge des britischen Schifffahrtsministeriums, auf der Fahrt nach Barry (Wales) in Wales, um dort Kohlen für die Überführungsfahrt nach Japan zu bunkern. Dabei lief das Schiff in schwerem Wetter und dichtem Nebel am Penzer Point zwischen Penzance und Land’s End, etwa 1,5 km südlich von Mousehole, auf die felsige Küste. Die Boote konnten nicht zu Wasser gelassen werden. Ein 19-jähriger Schiffsjunge schwamm mit einer Leine ans Ufer, mit deren Hilfe einige Fischer aus Mousehole ein dickeres Tau an Land zogen und an einem Felsen festmachten. 20 Mann der Schiffsbesatzung wurden auf diese Weise gerettet, ehe dann die Männer der Royal National Lifeboat Institution von der Bootsstation Mousehole am Penlee Point vor Ort eintrafen und die restlichen 25 Mann mit einer Hosenboje abbargen.
Das Schiff, eines der größten jemals zwischen Penzance und Land’s End gescheiterten, war so schwer beschädigt, dass es nicht abgeschleppt werden konnte, sondern von der Western Marine Salvage Company aus Penzance vor Ort abgebrochen werden musste. Nur geringe Reste verblieben an der Strandungsstelle. Sporttaucher fanden im August 2011 nur noch Teile der Dampfkessel und weit verstreute Stahlplatten vor.